# Beaumarchés
Beaumarchés é uma comuna francesa na região administrativa de Occitânia, no departamento de Gers. Estende-se por uma área de 32,47 km². Em 2010 a comuna tinha 705 habitantes (densidade: 21,7 hab./km²).